# Мадхусудан Рао
Мадхусудан Рао (*ଭକ୍ତକବି ମଧୁସୂଦନ ରାଓ, 19 січня 1853 —28 грудня 1912) — індійський поет, складав твори мовою орія.

## Життя та творчість
Народився у 1853 році у м. Пурі (Орісса). Його родина перебувала на службі маратхських раджей. У 1858 році втратив батька. Гарно навчався у школі Зілла у пурі, а потім Катаккському коледжі. після закінчення останнього приєднався до руху Брахмо Самадж. Тоді ж став працювати вчителем у м. Баласор. З часом отримує призначення шкільного інспектора. Водночас захопився орійською літературою. Разом з Факірмоханом Сенапаті і Радханатхом Райєю вважається засновником сучасної літератури орія.
Вихід у 1873 році збірки М.Рао «Кабітабалі» («Гирлянда балад»), куди були включені вірші самого Рао та Радханатха, знаменував початок сучасного етапу в розвитку поезії орія. Патріотична за духом, поезія Мадхусудана має релігійну форму. Одним з улюблених жанрів для Рао стала пейзажна лірика. Він першим ввів сонет в рідну літературу.
Основними творами є збірки «Кусуманджалі» («Пригоршня квітів»), «Уткала-гатха» («Пісні та вірші про Оріссі»), «Брахма-сангіті» («Гімни божеству»), книга сонетів «Басант-гатха» («Весняні пісні»), поема «Свято світанку в Гімалаях».